# Bahnstrecke Ceuta–Tétouan
| Bahnhof Tetouan – heute Centre d’art moderne de Tétouan – während der Eröffnungszeremonie 1918 |                     |                                                 |                                                 |
| Streckenlänge: | 41 km               |                                                 |                                                 |
| Spurweite: | 1000 mm (Meterspur) |                                                 |                                                 |
| |                     |                                                 |                                                 |
| \| \| 0 \| Muelle de España Ceuta – Spanische Mole (Hafen) \| Muelle de España Ceuta – Spanische Mole (Hafen) \| \| \| 0,5 \| Ceuta \| Ceuta \| \| \| 2,9 \| Miramar (playa) Ceuta – Miramar-Platz \| Miramar (playa) Ceuta – Miramar-Platz \| \| \| 8,0 \| Castillejos \| Castillejos \| \| \| 11,1 \| Dar Riffien \| Dar Riffien \| \| \| 14,0 \| Negro \| Negro \| \| \| 25,0 \| Rincón \| Rincón \| \| \| 38,1 \| Malalien \| Malalien \| \| \| 41,0 \| Tetuán \| Tetuán \| |                     |                                                 |                                                 |
| Kopfbahnhof Streckenanfang (Strecke außer Betrieb) | 0                   | Muelle de España Ceuta – Spanische Mole (Hafen) | Muelle de España Ceuta – Spanische Mole (Hafen) |
| Bahnhof (Strecke außer Betrieb) | 0,5                 | Ceuta                                           | Ceuta                                           |
| Bahnhof (Strecke außer Betrieb) | 2,9                 | Miramar (playa) Ceuta – Miramar-Platz           | Miramar (playa) Ceuta – Miramar-Platz           |
| Bahnhof (Strecke außer Betrieb) | 8,0                 | Castillejos                                     | Castillejos                                     |
| Bahnhof (Strecke außer Betrieb) | 11,1                | Dar Riffien                                     | Dar Riffien                                     |
| Bahnhof (Strecke außer Betrieb) | 14,0                | Negro                                           | Negro                                           |
| Bahnhof (Strecke außer Betrieb) | 25,0                | Rincón                                          | Rincón                                          |
| Bahnhof (Strecke außer Betrieb) | 38,1                | Malalien                                        | Malalien                                        |
| Kopfbahnhof Streckenende (Strecke außer Betrieb) | 41,0                | Tetuán                                          | Tetuán                                          |

Die Bahnstrecke Ceuta–Tétouan verband in der Zeit der spanischen Kolonialherrschaft zwischen 1918 und 1958 die Hafenstadt Ceuta mit der Hauptstadt des Protektorats Spanisch-Marokko, Tétouan.

## Politische Ausgangslage
Der Mittelmeerhafen Ceuta befindet sich seit 1581 in spanischer Hand. Dessen Hinterland, das nordwestliche Marokko, wurde Mitte der 1920er Jahre endgültig spanisches Protektorat, der Rest des Landes kam unter französische Herrschaft. Tétouan wurde zur Hauptstadt des spanischen Teils von Marokko. Beide Städte hatten zu dieser Zeit etwa je 50.000 Einwohner, allein in Tétouan lebten etwa 40.000 Europäer. Dies rechtfertigte eine Eisenbahnverbindung.
1956 gab Spanien – auf internationalen Druck hin – das nordafrikanische Protektorat auf, wobei es die beiden Exklaven Ceuta und Melilla weiter behielt. So legte sich zwischen Ceuta und Tétouan erneut eine internationale Grenze. Der Verkehrsbedarf der Strecke, zuvor zu einem erheblichen Teil durch den Bedarf der Verwaltung in Tétouan nach einer schnellen Verbindung zum Mutterland erzeugt, entfiel und Marokko bevorzugte im Güterverkehr den Hafen Tanger, der eigener Souveränität unterlag. Spanien erhielt den Betrieb noch zwei Jahre aufrecht. Aber weder Spanien noch Marokko zeigten Interesse, in die Eisenbahninfrastruktur zu investieren. So wurde der Betrieb zum 1. Juli 1958 eingestellt und die Strecke stillgelegt.

## Die Bahn

### Infrastruktur

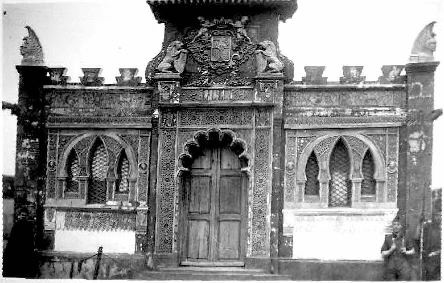
Empfangsgebäude in Dar Riffien

Die Motivation zum Bau der Strecke war zunächst in erster Linie militärisch. Im April 1913 wurde der Compañía Española de Colonización (CEC) die Konzession für den Bau der Strecke erteilt. Die Bauarbeiten begannen 1916. Die Strecke war ursprünglich normalspurig geplant, auch im Hinblick darauf, sie künftig an die Bahnstrecke Tanger–Fez anzuschließen, was aber nie geschah. Materialknappheit, verursacht durch den Ersten Weltkrieg, und Probleme mit Aufständischen führten dazu, dass nur eine meterspurige Schmalspurbahn errichtet wurde, deren Trasse zudem noch näher entlang der Küste verlegt wurde, als ursprünglich geplant. Die Strecke hatte fünf Tunnel und 6 Stahlbetonbrücken. Auf 41 km überwand sie einen Höhenunterschied von etwa 80 Metern. Die maximale Steigung betrug 17 ‰. Schienen von 32 kg/m wurden eingebaut und der minimale Kurvenradius betrug 200 Meter. Am 17. März 1918 weihte Prinz Carlos Maria de Bourbon als Vertreter des spanischen Königs Alfons XIII. und Mohammed Mehedi Uld Ben Ismael die Bahn ein.
In Ceuta schloss die Bahn an die bereits bestehende meterspurige Strecke Ceuta–Benzú an. In Tétouan schloss ein Netz in 600-mm-Spur an, das nach Laucien, Rio Martin und Zinat führte.

### Fahrzeuge

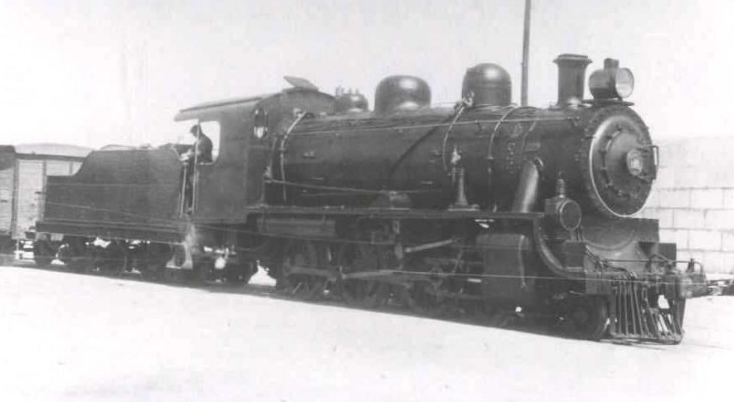
Alco-Lokomotive von 1918

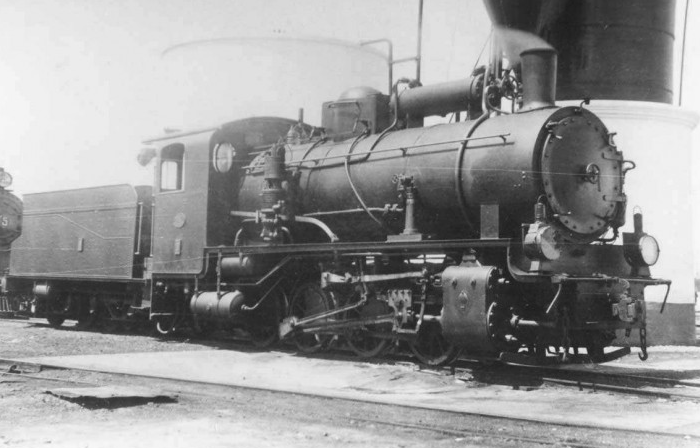
Henschel-Lokomotive von 1925

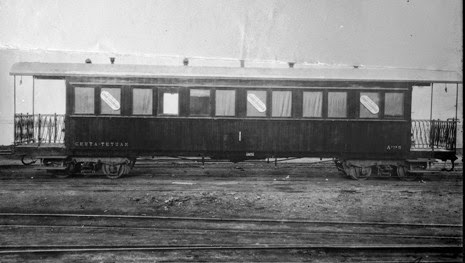
Wagen 1. Klasse, ca. 1920

Die ersten sechs Dampflokomotiven wurden von der American Locomotive Company (Alco) bezogen, da in Europa, kriegsbedingt, Lokomotivmangel herrschte. Deren Betrieb erwies sich als schwierig: Die Qualität des zur Verfügung stehenden Wassers war gering, Kohle knapp, so dass auch mit Holz geheizt werden musste, was übermäßig viel Zeit für Wartung und Reparaturen mit sich brachte. Ersatzteile zu beschaffen, war schwierig. Zwei weitere Dampflokomotiven wurden 1925 von Henschel & Sohn, Kassel, geliefert.
Die Güterwagen für die Strecke kamen aus Großbritannien und Spanien, die Personenwagen dagegen von der Hannoverschen Waggonfabrik (HAWA). Sie führten die erste bis dritte Wagenklasse. Auch ein Salonwagen gehörte zum Wagenpark.
Später verkehrten zwei ein Benzoltriebwagen von Christoph & Unmack aus Niesky mit einer Motorstärke von 150 PS, die die zweite und dritte Wagenklasse anboten. Vermutlich wurden sie wegen kriegsbedingter Kohleknappheit seit 1943 eingesetzt. 1955 wurden sie durch zwei Dieseltriebwagen von MAN, die in Nürnberg gebaut wurden, ersetzt. Sie waren für 60 km/h und als Einzelläufer ausgelegt, besaßen deshalb nur eine Notkupplung zum Abschleppen. Jeder Triebwagen bot 12 Sitzplätze erster in 1+2-Bestuhlung und wohl 40 zweiter Klasse in 2+2-Bestuhlung. Nach Aufgabe des Protektorats wurden die Dieseltriebwagen der MAN von der Explotación de Ferrocarriles por el Estado (EFE) übernommen und unter den Betriebsnummern EFE 2201 und EFE 2202 auf der Ferrocarril Madrid–Alvorox eingesetzt. Nachdem auch diese Strecke geschlossen wurde, kamen sie zu den Ferrocarriles de Vía Estrecha (FEVE), wo sie umgebaut wurden und unter den Betriebsnummern DD 9005 und DD 9006 als motorlose Gepäckwagen eingesetzt wurden. 1999 wurden sie verschrottet.

## Betrieb

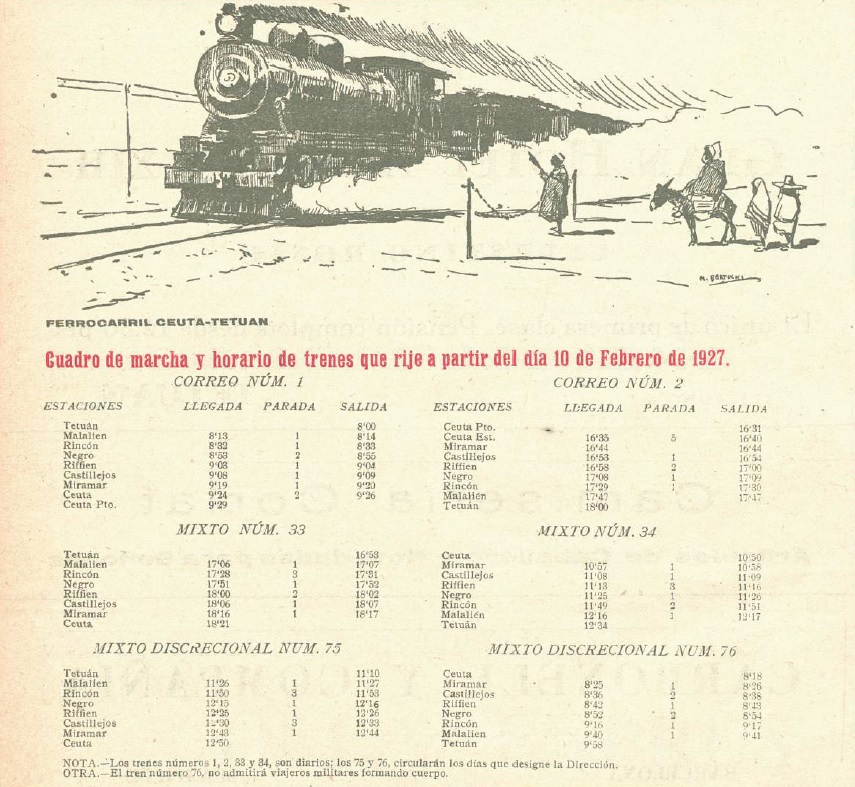
Fahrplan 1927

In der Regel wurden täglich drei Zugpaare angeboten, ein „Schnellzug“ und zwei gemischte Züge. Deren Fahrzeiten unterschieden sich kaum. Züge brauchten etwa 1 ½ Stunden für die Strecke. Anfangs wurde die erste bis dritte Wagenklasse angeboten, später nur noch zwei, die zunächst als zweite und dritte, später als erste und zweite Klasse ausgewiesen waren.
Bau und Betrieb der Strecke waren überwiegend politisch motiviert und defizitär. In den 1920er Jahren war das Betriebsergebnis allerdings sogar zufriedenstellend. Dann aber setzte die Konkurrenz des Straßenverkehrs ein, so dass das Defizit in den 1930er Jahren massiv anwuchs. 1938 sah sich die CEC nicht mehr in der Lage, die Bahn weiter zu betreiben. Da der Staat sie aber aus politischen Gründen für weiter nötig erachtete, widerrief er die Konzession und übernahm den Betrieb selbst. Während des Spanischen Bürgerkriegs musste die Bahn den Betrieb zeitweise einstellen. Auch während des Zweiten Weltkriegs kam es wieder zu Material- und Treibstoff-Engpässen. Der Betrieb konnte nur aufrechterhalten werden, weil Material der 1940 stillgelegten Bahnstrecke Nador–Tiztoutine gebraucht verwendet werden konnte, darunter auch zwei weitere Dampflokomotiven von Henschel.
1942 wurden alle Eisenbahnen in Spanisch-Marokko in den Ferrocarriles de marruecos zusammengeführt. Die Umspurung auf Normalspur, sogar die Elektrifizierung wurde erwogen, wohl kriegsbedingt aber nicht umgesetzt.
Nach der Betriebseinstellung 1958 wurde das Personal von der Red Nacional de los Ferrocarriles Españoles (RENFE) übernommen und die Fahrzeuge zu verschiedenen Meterspurbahnen in Spanien überführt.